# Mila van der Horst-Kolińska
Mila van der Horst-Kolińska (ur. 26 kwietnia 1927 w Parafianowie, zm. 13 grudnia 2019 w Hadze) – polska esperantystka, nauczycielka i propagatorka metody Cseha, honorowy członek Universala Esperanto-Asocio.

## Życiorys
Mila van der Horst-Kolińska urodziła się 26 kwietnia 1927 roku w Parafianowie niedaleko Wilna. Naukę esperanto rozpoczęła w 1960 roku na kursie organizowanym przez lokalny oddział esperanto Szczecinie. Zajęcia prowadziła Stefania Palica, prezes lokalnego oddziału. Metody Cseha nauczyła się od jej twórcy Andrása Cseha podczas 44. Światowego Kongresu Esperanto w 1959 r. w Warszawie. Ukończyła kurs z bardzo dobrym wynikiem i dołączyła do lokalnej grupy esperantystów. Wkrótce weszła do zarządu, w którym pełniła funkcję sekretarza. Dołączyła też do dwóch stowarzyszeń esperanto działających na arenie międzynarodowej – Sennacieca Asocio Tutmonda (SAT) w Paryżu i Universala Esperanto-Asocio (UEA) w Rotterdamie.
W 1963 r. wzięła udział w zorganizowanym przez UEA Światowy Kongres Esperanto w Sofii w Bułgarii. Podczas tego wydarzenia uczestniczyła w kursie nauczania metodą Cseha, prowadzonym przez Andrása Cseha i otrzymała certyfikat. Podczas Kongresu SAT w 1972 r. poznała swojego przyszłego męża, również esperantystę Gerarda van der Horst. Po ślubie w 1975 r. przeprowadziła się do Hagi i nawiązała współpracę z Internacia Esperanto-Instituto (IEI), kształcącym nauczycieli esperanto metodą Cseha. W tym czasie instytutem kierował Adrian Breddels, który zaproponował jej pracę wolontariuszki. Swoją pracę rozpoczęła od sporządzenia katalogu książek, które sprzedawał IEI. Ukazał się on na początku 1977 r. z mottem: Libro estas AMIKO kiu neniam perfidos vin, sed kontraŭe, donacos al vi multe da plezuro kaj scio (Książka jest PRZYJACIELEM, który nigdy cię nie zdradzi, a wręcz przeciwnie, da ci wiele przyjemności i wiedzy). W tym samym roku uległa poważnemu wypadkowi samochodowemu i przez 2 lata poddawana była operacjom i rehabilitacji. Na początku 1979 r. Breddels namówił ją, aby wróciła do pracy w instytucie. Z powodu niepełnosprawności początkowo mąż przywoził ją dwa razy w tygodniu. Następnie pracowała codziennie przez 20 lat, kontynuując i doskonaląc program departamentu edukacji IEI. Od 1980 r. była członkiem Międzynarodowej Ligi Nauczycieli Esperantystów.
Mila van der Horst-Kolińska stworzyła i opublikowała kurs wideo Mazi en Gondolando w języku esperanto, którego inauguracja odbyła się podczas Światowego Kongresu Esperanto w Tampere w Finlandii w 1995 r. W 1998 r. zakończyła pracę w IEI. W 1996 r. została honorowym członkiem ILEI, a 2001 r. honorowym członkiem UEA.
Zmarła 13 grudnia 2019 roku w Hadze.